# Ковенская крепость
Ко́венская кре́пость (лит. Kauno tvirtovė) — российская крепость первого класса (тет-де-пон), при впадении реки Вилии в Неман, XIX века, система оборонительных сооружений, построенных в городе Ковна, в период 1879—1915 годов, и предназначенных для защиты западных рубежей Российской империи.
Вопрос возведения укреплений в Ковна обсуждался ещё в конце XVIII века, но стал особенно актуален после войны с Наполеоном, в ходе которой наполеоновская армия беспрепятственно переправилась через Неман в районе Ковна. Строительство одного из первых в Российской империи железнодорожных тоннелей и прокладка железнодорожной ветки Санкт-Петербург — Варшава ещё более усилило стратегическое значение Ковно. Поэтому в 1879 году было принято решение о возведении здесь крепости первого класса (1880—1918).

## История строительства крепости
Первый генеральный план Ковенской крепости, подготовленный генерал-адъютантом Н. Обручевым совместно с инженер-генералами К. Зверевым и И. Вальбергом, предусматривал строительство семи фортов и девяти батарей, укреплений сомкнутой ограды, казематированных складов, казарм, административных зданий а также прокладку дорог на все укрепления. Строительные работы, поручены Н. М. Шевцову (постройка эта обошлась на несколько миллионов дешевле первоначальной сметы и в то же время была последним словом военно-инженерного дела) начались в 1882 году и продолжались до 1889 года. Под нужды крепости были приобретены большие участки в районах Фреда, Алексотас, Панемуне, в новом центре города. Постепенно происходило переустройство города под нужды крепости, руководство крепости стало поднимать вопрос о выделении крепостного района в самостоятельную административную единицу под военным управлением.
Форты первого этапа строительства возводились по типовому проекту русского кирпичного форта 1879 года, поэтому первые семь фортов крепости имеют сходную конструкцию, отличаясь лишь особенностями интеграции в рельеф местности, более поздними усилениями и некоторыми конструктивными элементами. Форт имеет пятиугольное начертание и обладает двумя самостоятельными позициями — пехотной, расположенной на переднем низком валу и артиллерийской, расположенной на высоком валу форта. Артиллерийская позиция пересекается несколькими траверсами, внутри которых устроены казематированные убежища и пороховые погреба. В горжевой части форта располагается казарма, связанная центральной потерной с пороховым погребом и капониром напольного фаса. Для обороны рвов напольного и горжевого фасов служит центральный капонир, два полукапонира и горжевой капонир. По всему периметру форта, исключая горжу, возводилась контрэскарпная стена, в горжевой части эскарпная стена объединяет фасад казармы с пороховыми погребами на правом и левом флангах.
Стационарные батареи создавались на возвышенностях по линии фортового обвода. Это защищённые от артиллерийского обстрела или штурма позиции дальнобойной артиллерии. Профиль батареи схож с профилем форта, только уменьшен в размерах. Каменная облицовка рва также отсутствует, а казематы батареи состоят из одного или нескольких складов-убежищ, и небольших галерей, проложенных к артиллерийским барбетам. Стационарные батареи размещались в промежутках между фортами и должны были обеспечивать огневую поддержку обороняющегося гарнизона.
В 1891 году, ввиду отсутствия каких-либо укреплений в северо-западной части крепости, было принято решение о возведении Линковского фортового пояса. В основу этого пояса лёг проект форта С. Глинки-Янчевского. В состав пояса входил VIII форт, X батарея, люнет на левом фланге. Отдельные укрепления при помощи земляных валов были соединены в единый фортовой пояс, левый фланг которого был дополнительно усилен водным рвом. Таким образом был укреплён участок между реками Нерис и Нямунас, что привело к замыканию крепостного кольца вокруг города. Форт VIII — единственное укрепление данного типа, возведено с применением кирпича и бетона, с казематами, полностью покрытыми обсыпкой, рассчитанными на тысячу человек. На этом форте впервые было применено электрическое освещение, канализация, амбразурные заслонки и другие инженерные новшества.
С 1903 года возводился IX форт Ковенской крепости по новейшему проекту «форт Величко 1897 г.» Форт имеет трапецеидальное начертание и обладает одним пехотным валом. Горжевая казарма форта — двухэтажная, оборудованная одним промежуточным полукапониром. Казематированные постройки форта выполнены из бетона, с толщиной свода не менее 1,5 метра. Форт оборудован двумя броневыми наблюдательными пунктами, орудийные казематы оборудованы принудительной вентиляцией и пробковой обшивкой стен, снижающей действие звуковой волны от взрыва.
Постройкой IX форта дальнейшее развитие Ковенской крепости было остановлено. Вплоть до 1912 года новых укреплений в Ковне не строилось, однако проводились активные работы по модернизации существующих. Русско-японская война внесла определённый перерыв в строительство всех крепостей Империи, однако по её окончании был получен бесценный опыт боевого применения долговременной фортификации, выявлены существенные недостатки применяемых решений. По этой причине в 1908 году были подготовлены планы усиления первых шести фортов. Предполагалось усилить своды дополнительным слоем бетона, перестроить пороховые погреба и продлить потерны для объединения всех важнейших казематов форта. Работы по модернизации начались на первых пяти фортах, но были завершены лишь на первых трёх.
В 1912 году был подготовлен и утверждён императором новый план расширения крепости. Расширение крепости проводилось в связи с изменениями в стратегических планах обороны западных рубежей Российской империи. Крепость Ковна, вместе с новой крепостью Гродна, модернизируемыми крепостями Новогеоргиевск, Брест-Литовск становилась важным узлом обороны западной границы. Совместно с крепостью Гродна, Ковенская крепость должна была запирать двухколейный железнодорожный путь, удерживать противника до полной мобилизации полевых армий Виленского военного округа, а в случае необходимости — осуществлять наступательные операции в районе, выдвигать осадные парки против крепости Кёнигсберг, других крепостей противника.
Расширение предусматривало строительство двенадцати фортов, двух фортовых групп и девяти опорных пунктов на удалении 2 — 4 км от старых фортов. Таким образом крепостной обвод увеличивался в полтора раза — с 30 до 45 километров. Для вновь создаваемых фортов были подготовлены принципиально новые проекты как самих фортов, так и казематированных построек. В качестве примерного проекта для новых фортов можно указать типовой проект Величко 1909 года. Казематированные постройки были спроектированы с учётом проведённых в 1912 году березанских опытов. Начавшиеся в 1913 году работы продолжались лишь два строительных сезона и были полностью остановлены с началом мировой войны. На фортах нового кольца были выполнены земляные работы, на фортах Домайково и Ромайне начались работы по бетонированию казематов.
В мобилизационный период строительные работы в крепости шли большими темпами, однако касались в основном возведения линий убежищ и долговременных огневых точек, недостроенные форты подготавливались к обороне — выходы в недостроенные потерны бетонировались, на территориях фортов спешно возводились незапланированные ранее небольшие убежища, наблюдательные и пулемётные точки, рылись окопные линии. В результате этих работ линия новых фортов была максимально приспособлена к обороне и стала охранительной позицией, населённые пункты крепостного района были также приспособлены к обороне и вошли в передовую и сторожевую позиции.

## Крепость в Первую мировую войну и после неё
Назначенный в 1909 году комендантом крепости генерал от кавалерии В. Н. Григорьев принадлежал к той части генералов царской армии, которым по их способностям не могло быть вверено в командование сколь-нибудь крупное воинское соединение, а потому до выхода в отставку эти престарелые военачальники, многим из которых было уже за шестьдесят лет, назначались на достаточно спокойные и хлебные места комендантов крепостей. Первая мировая война наглядно показала пагубность такой практики. 23 июля 1915 г. началась осада крепости, во время Великого отступления в период с 8 по 18 августа 1915 года войска немецкой армии после десятидневного штурма овладели городом и крепостью Ковно, применив обстрел из дальнобойной артиллерии. Потери гарнизона крепости составили 7000—8000 человек убитыми и до 17 000 ранеными, общие потери германских войск — около 10 000 человек. Дальнобойная артиллерия уже сыграла роль в осаде крепостей. За год до этого на третьи сутки после начала немецкой осады сдался гарнизон крепости Льеж в Бельгии. 17 августа генерал Григорьев, оставив войска, совершил побег в тыл, где и был арестован военной комендатурой 10-й армии. За потерю управления войсками, самовольное оставление крепости, когда ещё не были исчерпаны возможности обороны, Двинский окружнойвоенный суд приговорил бывшего коменданта к разжалованию, лишению всех прав гражданского состояния и 15 годам каторги. Теперь уже германская Festung Kowna стала базой кайзеровских войск. Вооружение демонтировалось и вывозилось в Германию, из артиллерийских снарядов выплавлялся тол, так как они не подходили к немецким орудиям, а на базе артиллерийских мастерских крепости была организована переделка трофейных пулемётов «Максим» под немецкий патрон. Продвижение кайзеровских войск вглубь Империи оставляло Ковно далеко в тылу.
Окончание мировой войны и провозглашение независимой Литовской республики обозначило новый этап истории крепости. Теперь уже крепость перешла в юрисдикцию вооружённых сил молодого государства. От когда-то сильной крепости остались разбитые укрепления, всё ценное вооружение которых было демонтировано, а остатки покорёженного железа заполняли крепостные рвы. В течение трёх лет крепость считалась действующей, однако изменившиеся условия войны и немногочисленность литовской армии не позволили полноценно использовать царское наследство. Тем не менее бывшие казармы 28-й дивизии заняли части литовских вооружённых сил, а хорошая инфраструктура города, наличие множества зданий бывшей крепостной администрации являлось одним из главных факторов учреждения столицы Литвы в Каунасе. Помимо военного применения, часть крепостной инфраструктуры использовалась для хозяйственных нужд, крепостная искровая станция стала первой радиостанцией Литовской республики, а в пороховом погребе I форта была оборудована газовая камера для приведения в исполнение смертных приговоров — одна из первых газовых камер в Европе. IX форт использовался в качестве тюрьмы строгого режима, для противников буржуазной республики.

## Во время Второй мировой войны и после неё
СМ. также статью IX форт (Каунас)
В 1940—1941 годах IX форт крепости временно использовал НКВД для временного размещения политзаключённых по пути в Сибирские лагеря ГУЛАГа.
Оккупация Литвы немецкими войсками открыла самую печальную страницу истории крепости. Массовые расстрелы еврейского населения Каунаса в первые дни войны проводились в IV (35 000 жертв) и VII (8 000 жертв) фортах, в VIII форте был организован лагерь советских военнопленных. Больше всего людей было убито на так называемом «заводе 1005B» — IX форте Ковенской крепости (80 000 жертв). В этом поистине международном лагере смерти уничтожались евреи из Литовской ССР, Франции, Германии, Польши.
В 1944 году, в связи с приближением линии фронта, со стороны немецкого командования была предпринята попытка укрепления Каунаса, для чего возводились оборонительные сооружения в районе форта «Железнодорожный», отрывались противотанковые рвы. К обороне приспосабливались и форты крепости. Основанием для таких действий послужил прямой приказ Гитлера любой ценой удержать рубеж реки Немана, названный немецким командованием «линией катастрофы». Однако разгром Минской группировки гитлеровцев, а также превосходство советских войск предрешило участь обороны Каунаса — 1 августа, после сорокапятиминутной артподготовки, в результате ночного штурма войска 3-го Белорусского фронта «овладели городом и крепостью Каунас (Ковно)». Второй раз в истории наиболее отличившимся частям было присвоено наименование «Ковенский». О взятии Каунаса командующий 3-м Белорусским фронтом генерал армии И. Д. Черняховский лично докладывал Сталину.
C 1944 года крепость, уже формально не существующая, переходит в юрисдикцию Советской Армии. С 1948 года здание комендатуры крепости занимает штаб 7-й воздушно-десантной дивизии. Казармы ковенского гарнизона занимает личный состав 108 гвардейского парашютно-десантного полка, отдельные соединения в составе дивизии. Большинство фортов используются в качестве складских помещений, на V форту располагается технический дивизион ПВО. В эти годы оборонительные сооружения крепости приспосабливаются для текущей хозяйственной деятельности, что приводит к значительным разрушениям. Сохранившаяся в огне двух мировых войн, крепость медленно разрушается её новыми хозяевами, а особый статус военного объекта оставляет мало шансов для архитектурного надзора за пусть непризнанным, но всё же памятником архитектуры и истории. В результате хозяйственной деятельности в годы Советской власти разобраны фасады горжевой казармы на I, II, V, VI фортах.
После вывода частей российской армии из Литвы большая часть фортов пустует. Исключение составляют только IX форт, являющийся музеем и VII форт, принадлежащий частному юридическому лицу. Несмотря на придание части фортов и прочим постройкам крепости статуса исторического наследия, крепость медленно разрушается её новыми хозяевами, большая часть фортов никак не охраняется, поэтому сильно замусорена, часто является местом совершения преступлений.
Комплекс построек бывшей Ковенской крепости представляет собой уникальный памятник фортификационной архитектуры и военной истории.

## Командование

### Комендант
Комендант Ковенской крепости (период):
- О. К. Клемм, генерал от инфантерии (13 сентября 1887—1889), под его руководством было завершено строительство крепости, организован её гарнизон и артиллерийские расчёты;
- А. Я. Чемерзин, генерал-инженер (31 августа 1892 года — 17 июня 1899 года);
- Я. А. Гребенщиков, генерал-лейтенант (26 июля 1899 года — 4 марта 1904 года);
- В. С. Неплюев, генерал-лейтенант (14 февраля 1907 года — 1 ноября 1908 года);
- Н. Ф. Александров[10], генерал-лейтенант (27 ноября 1908 года — 6 января 1909 года);
- В. Н. Григорьев, генерал от кавалерии[11] (1909 год — 1915 год);
- и другие.

### Начальник штаба
Начальник штаба Ковенской крепости (период):
- Н. П. Бобырь, генерал-майор (24 ноября 1899 года — 24 июля 1900 года);
- и другие.

## Формирование
Ковенская крепость как формирование крепостных войск Русской армии имела в своём составе:
- Крепостное инженерное управление;
- Хозяйственный комитет;
- Инженерная дистанция;
- Управление крепостной артиллерии;
- Крепостная воздухоплавательная рота;
- Крепостная сапёрная рота;
- Крепостной военный телеграф;
- Крепостная военно-голубиная станция;
- Мастеровая команда;
- Жандармская команда;
- Ковенская крепостная пехотная бригада:
  - управление;
  - 1-й Ковенский крепостной пехотный полк;
  - 2-й Ковенский крепостной пехотный полк;
  - 3-й Ковенский крепостной пехотный полк;
  - 4-й Ковенский крепостной пехотный полк.